# Aponetius gladius
Espèce
Synonymes
- Zelotes gladius Kamura, 1999

Aponetius gladius est une espèce d'araignées aranéomorphes de la famille des Gnaphosidae.

## Distribution
Cette espèce est endémique de l'archipel Nansei au Japon. Elle se rencontre sur Ikema-jima et Miyako-jima.

## Description
Le mâle holotype mesure 4,73 mm et la femelle paratype 4,90 mm, les mâles mesurent de 4,55 à 4,88 mm et les femelles de 4,75 à 6,55 mm.

## Systématique et taxinomie
Cette espèce a été décrite sous le protonyme Zelotes gladius par Kamura en 1999. Elle est placée dans le genre Aponetius par Kamura en 2020.

## Publication originale
- Kamura, 1999 : Spiders of the genus Zelotes (Araneae: Gnaphosidae) from Ryukyu Islands, southwest Japan. Acta Arachnologica, Tokyo, vol. 48, no 2, p. 79-91 (texte intégral).